# Campeonato Mundial de Biatlón de 1966
El VII Campeonato Mundial de Biatlón se celebró en la localidad de Garmisch-Partenkirchen (RFA) entre el 4 y el 6 de febrero de 1966 bajo la organización de la Unión Internacional de Biatlón (IBU) y la Federación Alemana de Biatlón. 

## Resultados

### Masculino
| Evento                     | Oro                                                                            | Plata | Bronce                                                                              |
| -------------------------- | ------------------------------------------------------------------------------ | --- | ----------------------------------------------------------------------------------- |
| 20 km individual (04.02)   | Jon Istad · Noruega · 1:38:21,8                                                | Józef Gąsienica-Sobczak · Polonia · 1:39:19,9                                                              | Vladimir Gundartsev URSS 1:39:53,6                                                  |
| Relevos 4 × 7,5 km (06.02) | Noruega · Jon Istad · Ragnar Tveiten · Ivar Nordkild · Olav Jordet · 2:19:53,9 | Polonia · Józef Gąsienica-Sobczak · Stanisław Szczepaniak · Stanisław Łukaszczyk · Józef Rubiś · 2:24:03,8 | Suecia · Olov Petrusson · Tore Eriksson · Holmfrid Olsson · Sture Ohlin · 2:25:58,8 |

## Medallero
| Núm. | País    | Oro | Plata | Bronce | Total |
| ---- | ------- | --- | ----- | ------ | ----- |
| 1    | Noruega | 2   | 0     | 0      | 2     |
| 2    | Polonia | 0   | 2     | 0      | 2     |
| 3    | Suecia  | 0   | 0     | 1      | 1     |
| 3    | URSS    | 0   | 0     | 1      | 1     |
|      | TOTAL   | 2   | 2     | 2      | 6     |